# کایرن مور
کایرن مور (انگلیسی: Kiran More؛ زادهٔ ۴ سپتامبر ۱۹۶۲) یک بازیکن کریکت اهل هند است.
وی از سال ۱۹۸۴ تا سال ۱۹۹۳ میلادی عضو تیم کریکت هندوستان بود. مور ریاست کمیته انتخاب BCCI را تا سال ۲۰۰۶ میلادی بر عهده داشت.